# Tour de Belgique féminin 2017
La 6e édition du Tour de Belgique féminin, aussi dénommé Lotto Belisol Belgium Tour, a lieu du 5 septembre au 8 septembre 2017. La course fait partie du calendrier UCI féminin en catégorie 2.1.
Le prologue est remporté par Jolien D'Hoore à égalité de temps avec Marianne Vos. Cette dernière gagne le sprint le lendemain et, par le jeu des bonifications, prend la tête. Le lendemain, les rôles s'inversent avec Jolien D'Hoore vainqueur du sprint et qui s'empare du maillot champagne de leader. La dernière étape est venteuse et pluvieuse. Le parcours inspiré du Tour des Flandres donne lieu à des manœuvres de la formation WM3. Anouska Koster fait partie de la première échappée. Une fois reprise, elle repart dans le Bosberg avec Coryn Rivera. De nouveau reprise, elle attaque dans le mur de Grammont avec Ruth Winder et s'impose avec quelques longueurs d'avance. Elle gagne ainsi le Tour de Belgique et le classement de la meilleure jeune. Ruth Winder remonte à la deuxième place du classement général. Derrière, Marianne Vos est troisième de l'étape et du classement général. Elle gagne également le classement par points. La meilleure grimpeuse est Vita Heine et la meilleure Belge Jolien D'Hoore. WM3 est la meilleure équipe.

## Parcours
Le prologue est parfaitement plat. La dernière étape à Grammont est une sorte de mini-Tour des Flandres avec les ascensions du mur de Grammont et du Bosberg entre autres.

## Équipes
| Équipes féminines professionnelles (12)- Astana Women's Team - BTC City Ljubljana - Canyon-SRAM - Drops - Lares-Waowdeals Women Cycling Team - Lensworld-Kuota - Lointek - Lotto Soudal - SAS-Macogep - Sport Vlaanderen-Etixx - Wiggle High5 - WM3 Pro Cycling Équipes nationales (4)- Allemagne - États-Unis - Norvège - Pologne Équipe féminines amateur (6)- Autoglas Wetteren - Equano - Isorex - Jan van Arckel - Keukens Redant - Wielerclub de sprinters Malderen |
| |

## Étapes
| Étape     | Date    | Villes étapes       | type            | Distance (km) | Vainqueur d'étape | Leader du classement général |
| --------- | ------- | ------------------- | --------------- | ------------- | ----------------- | ---------------------------- |
| Prologue  | 5 sept. | Nieuport – Nieuport | prologue        | 4,3           | Jolien D'Hoore    | Jolien D'Hoore               |
| 1re étape | 6 sept. | Ninove – Ninove     | étape de plaine | 114           | Marianne Vos      | Marianne Vos                 |
| 2e étape  | 7 sept. | Herselt – Herselt   | étape vallonnée | 107           | Jolien D'Hoore    | Jolien D'Hoore               |
| 3e étape  | 8 sept. | Grammont – Grammont | étape vallonnée | 114           | Anouska Koster    | Anouska Koster               |

## Déroulement de la course

### Prologue
La météo est menaçante, avec un vent fort, mais il ne pleut pas. Sur ce prologue presque entièrement pavé, Jolien D'Hoore devance de peu Marianne Vos qui elle-même devance de huit secondes Coryn Rivera,.
| \| Classement de l'étape \| Classement de l'étape \| Classement de l'étape \| Classement de l'étape \| Classement de l'étape \| \| Coureuse \| Coureuse \| Pays \| Équipe \| Temps \| \| --------------------- \| --------------------- \| --------------------- \| --------------------- \| --------------------- \| \| 1re \| Jolien D'Hoore \| Belgique \| Wiggle High5 \| 5 min 32 s \| \| 2e \| Marianne Vos \| Pays-Bas \| WM3 \| + 0 s \| \| 3e \| Coryn Rivera \| États-Unis \| États-Unis \| + 8 s \| \| 4e \| Megan Guarnier \| États-Unis \| États-Unis \| + 9 s \| \| 5e \| Eugenia Bujak \| Pologne \| BTC City Ljubljana \| + 11 s \| \| 6e \| Anouska Koster \| Pays-Bas \| WM3 \| + 11 s \| \| 7e \| Lotte Kopecky \| Belgique \| Lotto Soudal Ladies \| + 12 s \| \| 8e \| Tiffany Cromwell \| Australie \| Canyon-SRAM Racing \| + 13 s \| \| 9e \| Liane Lippert \| Allemagne \| Allemagne \| + 13 s \| \| 10e \| Élise Delzenne \| France \| Lotto Soudal Ladies \| + 17 s \| |                  |            |                     |            |
| |                  |            |                     |            |
| Source : ProCyclingStats |                  |            |                     |            |
| Classement de l'étape |                  |            |                     |            |
| Coureuse | Coureuse         | Pays       | Équipe              | Temps      |
| 1re | Jolien D'Hoore   | Belgique   | Wiggle High5        | 5 min 32 s |
| 2e | Marianne Vos     | Pays-Bas   | WM3                 | + 0 s      |
| 3e | Coryn Rivera     | États-Unis | États-Unis          | + 8 s      |
| 4e | Megan Guarnier   | États-Unis | États-Unis          | + 9 s      |
| 5e | Eugenia Bujak    | Pologne    | BTC City Ljubljana  | + 11 s     |
| 6e | Anouska Koster   | Pays-Bas   | WM3                 | + 11 s     |
| 7e | Lotte Kopecky    | Belgique   | Lotto Soudal Ladies | + 12 s     |
| 8e | Tiffany Cromwell | Australie  | Canyon-SRAM Racing  | + 13 s     |
| 9e | Liane Lippert    | Allemagne  | Allemagne           | + 13 s     |
| 10e | Élise Delzenne   | France     | Lotto Soudal Ladies | + 17 s     |

| \| Classement général \| Classement général \| Classement général \| Classement général \| Classement général \| \| Coureuse \| Coureuse \| Pays \| Équipe \| Temps \| \| ------------------ \| ------------------ \| ------------------ \| ------------------- \| ------------------ \| \| 1re \| Jolien D'Hoore \| Belgique \| Wiggle High5 \| 5 min 32 s \| \| 2e \| Marianne Vos \| Pays-Bas \| WM3 \| + 0 s \| \| 3e \| Coryn Rivera \| États-Unis \| États-Unis \| + 8 s \| \| 4e \| Megan Guarnier \| États-Unis \| États-Unis \| + 9 s \| \| 5e \| Eugenia Bujak \| Pologne \| BTC City Ljubljana \| + 11 s \| \| 6e \| Anouska Koster \| Pays-Bas \| WM3 \| + 11 s \| \| 7e \| Lotte Kopecky \| Belgique \| Lotto Soudal Ladies \| + 12 s \| \| 8e \| Tiffany Cromwell \| Australie \| Canyon-SRAM Racing \| + 13 s \| \| 9e \| Liane Lippert \| Allemagne \| Allemagne \| + 13 s \| \| 10e \| Élise Delzenne \| France \| Lotto Soudal Ladies \| + 17 s \| |                  |            |                     |            |
| |                  |            |                     |            |
| Source : ProCyclingStats |                  |            |                     |            |
| Classement général |                  |            |                     |            |
| Coureuse | Coureuse         | Pays       | Équipe              | Temps      |
| 1re | Jolien D'Hoore   | Belgique   | Wiggle High5        | 5 min 32 s |
| 2e | Marianne Vos     | Pays-Bas   | WM3                 | + 0 s      |
| 3e | Coryn Rivera     | États-Unis | États-Unis          | + 8 s      |
| 4e | Megan Guarnier   | États-Unis | États-Unis          | + 9 s      |
| 5e | Eugenia Bujak    | Pologne    | BTC City Ljubljana  | + 11 s     |
| 6e | Anouska Koster   | Pays-Bas   | WM3                 | + 11 s     |
| 7e | Lotte Kopecky    | Belgique   | Lotto Soudal Ladies | + 12 s     |
| 8e | Tiffany Cromwell | Australie  | Canyon-SRAM Racing  | + 13 s     |
| 9e | Liane Lippert    | Allemagne  | Allemagne           | + 13 s     |
| 10e | Élise Delzenne   | France     | Lotto Soudal Ladies | + 17 s     |

### 1reétape
Au bout de trente-et-un kilomètre, un groupe d'échappée constitué de Kaat Hannes, Trine Schmidt et Lenny Druyts part. Même leur avance reste faible, une minute vingt maximum, il n'est pas repris. Lors du passage sur le pavé de Denderhoutem, un groupe de onze coureuses, dont les six premières du classement général, se détachent puis reprend les fuyardes. À l'inverse, Lenny Druyts est lâchée. Elles se disputent la victoire. Marianne Vos se montre la plus rapide devant Jolien D'Hoore et Coryn Rivera. Grâces aux bonifications Marianne Vos s'empare de la tête du classement général,.
| \| Classement de l'étape \| Classement de l'étape \| Classement de l'étape \| Classement de l'étape \| Classement de l'étape \| \| Coureuse \| Coureuse \| Pays \| Équipe \| Temps \| \| --------------------- \| --------------------- \| --------------------- \| --------------------- \| --------------------- \| \| 1re \| Marianne Vos \| Pays-Bas \| WM3 \| 2 h 52 min 49 s \| \| 2e \| Jolien D'Hoore \| Belgique \| Wiggle High5 \| + 0 s \| \| 3e \| Coryn Rivera \| États-Unis \| États-Unis \| + 0 s \| \| 4e \| Eugenia Bujak \| Pologne \| BTC City Ljubljana \| + 0 s \| \| 5e \| Kaat Hannes \| Belgique \| Lensworld-Kuota \| + 0 s \| \| 6e \| Anouska Koster \| Pays-Bas \| WM3 \| + 2 s \| \| 7e \| Ruth Edwards \| États-Unis \| États-Unis \| + 2 s \| \| 8e \| Trine Schmidt \| Danemark \| Lotto Soudal Ladies \| + 2 s \| \| 9e \| Megan Guarnier \| États-Unis \| États-Unis \| + 2 s \| \| 10e \| Skylar Schneider \| États-Unis \| États-Unis \| + 2 s \| |                  |            |                     |                 |
| |                  |            |                     |                 |
| Source : ProCyclingStats |                  |            |                     |                 |
| Classement de l'étape |                  |            |                     |                 |
| Coureuse | Coureuse         | Pays       | Équipe              | Temps           |
| 1re | Marianne Vos     | Pays-Bas   | WM3                 | 2 h 52 min 49 s |
| 2e | Jolien D'Hoore   | Belgique   | Wiggle High5        | + 0 s           |
| 3e | Coryn Rivera     | États-Unis | États-Unis          | + 0 s           |
| 4e | Eugenia Bujak    | Pologne    | BTC City Ljubljana  | + 0 s           |
| 5e | Kaat Hannes      | Belgique   | Lensworld-Kuota     | + 0 s           |
| 6e | Anouska Koster   | Pays-Bas   | WM3                 | + 2 s           |
| 7e | Ruth Edwards     | États-Unis | États-Unis          | + 2 s           |
| 8e | Trine Schmidt    | Danemark   | Lotto Soudal Ladies | + 2 s           |
| 9e | Megan Guarnier   | États-Unis | États-Unis          | + 2 s           |
| 10e | Skylar Schneider | États-Unis | États-Unis          | + 2 s           |

| \| Classement général \| Classement général \| Classement général \| Classement général \| Classement général \| \| Coureuse \| Coureuse \| Pays \| Équipe \| Temps \| \| ------------------ \| ------------------ \| ------------------ \| ------------------ \| ------------------ \| \| 1re \| Marianne Vos \| Pays-Bas \| WM3 \| 2 h 58 min 11 s \| \| 2e \| Jolien D'Hoore \| Belgique \| Wiggle High5 \| + 4 s \| \| 3e \| Coryn Rivera \| États-Unis \| États-Unis \| + 14 s \| \| 4e \| Megan Guarnier \| États-Unis \| États-Unis \| + 21 s \| \| 5e \| Eugenia Bujak \| Pologne \| BTC City Ljubljana \| + 21 s \| \| 6e \| Anouska Koster \| Pays-Bas \| WM3 \| + 23 s \| \| 7e \| Ruth Edwards \| États-Unis \| États-Unis \| + 35 s \| \| 8e \| Kaat Hannes \| Belgique \| Lensworld-Kuota \| + 46 s \| \| 9e \| Skylar Schneider \| États-Unis \| États-Unis \| + 52 s \| \| 10e \| Jeanne Korevaar \| Pays-Bas \| WM3 \| + 53 s \| |                  |            |                    |                 |
| |                  |            |                    |                 |
| Source : ProCyclingStats |                  |            |                    |                 |
| Classement général |                  |            |                    |                 |
| Coureuse | Coureuse         | Pays       | Équipe             | Temps           |
| 1re | Marianne Vos     | Pays-Bas   | WM3                | 2 h 58 min 11 s |
| 2e | Jolien D'Hoore   | Belgique   | Wiggle High5       | + 4 s           |
| 3e | Coryn Rivera     | États-Unis | États-Unis         | + 14 s          |
| 4e | Megan Guarnier   | États-Unis | États-Unis         | + 21 s          |
| 5e | Eugenia Bujak    | Pologne    | BTC City Ljubljana | + 21 s          |
| 6e | Anouska Koster   | Pays-Bas   | WM3                | + 23 s          |
| 7e | Ruth Edwards     | États-Unis | États-Unis         | + 35 s          |
| 8e | Kaat Hannes      | Belgique   | Lensworld-Kuota    | + 46 s          |
| 9e | Skylar Schneider | États-Unis | États-Unis         | + 52 s          |
| 10e | Jeanne Korevaar  | Pays-Bas   | WM3                | + 53 s          |

### 2eétape
La deuxième étape présente plusieurs difficultés. Emilie Moberg est la première échappée. Dans le Kapittelberg, au trente-deuxième kilomètre, un groupe de quatre coureuses se forme avec Barbara Guarischi, Vita Heine, Lotte Kopecky  et Winanda Spoor. Elles passent en têtes les divers monts de la journée : Molenberg, Wolfsdonksesteenweg et Suikerberg. Le peloton les reprend sous la flamme rouge. Jolien D'Hoore prend sa revanche sur la veille en devançant Marianne Vos et Coryn Rivera. La Belge repasse ainsi devant la Néerlandaise au classement général,.
| \| Classement de l'étape \| Classement de l'étape \| Classement de l'étape \| Classement de l'étape \| Classement de l'étape \| \| Coureuse \| Coureuse \| Pays \| Équipe \| Temps \| \| --------------------- \| --------------------- \| --------------------- \| --------------------- \| --------------------- \| \| 1re \| Jolien D'Hoore \| Belgique \| Wiggle High5 \| 2 h 41 min 50 s \| \| 2e \| Marianne Vos \| Pays-Bas \| WM3 \| + 0 s \| \| 3e \| Coryn Rivera \| États-Unis \| États-Unis \| + 0 s \| \| 4e \| Emilie Moberg \| Norvège \| Norvège \| + 0 s \| \| 5e \| Winanda Spoor \| Pays-Bas \| Lensworld-Kuota \| + 0 s \| \| 6e \| Giorgia Bronzini \| Italie \| Wiggle High5 \| + 0 s \| \| 7e \| Lotte Kopecky \| Belgique \| Lotto Soudal Ladies \| + 0 s \| \| 8e \| Susanne Andersen \| Norvège \| Norvège \| + 0 s \| \| 9e \| Tiffany Cromwell \| Australie \| Canyon-SRAM Racing \| + 0 s \| \| 10e \| Anouska Koster \| Pays-Bas \| WM3 \| + 0 s \| |                  |            |                     |                 |
| |                  |            |                     |                 |
| Source : ProCyclingStats |                  |            |                     |                 |
| Classement de l'étape |                  |            |                     |                 |
| Coureuse | Coureuse         | Pays       | Équipe              | Temps           |
| 1re | Jolien D'Hoore   | Belgique   | Wiggle High5        | 2 h 41 min 50 s |
| 2e | Marianne Vos     | Pays-Bas   | WM3                 | + 0 s           |
| 3e | Coryn Rivera     | États-Unis | États-Unis          | + 0 s           |
| 4e | Emilie Moberg    | Norvège    | Norvège             | + 0 s           |
| 5e | Winanda Spoor    | Pays-Bas   | Lensworld-Kuota     | + 0 s           |
| 6e | Giorgia Bronzini | Italie     | Wiggle High5        | + 0 s           |
| 7e | Lotte Kopecky    | Belgique   | Lotto Soudal Ladies | + 0 s           |
| 8e | Susanne Andersen | Norvège    | Norvège             | + 0 s           |
| 9e | Tiffany Cromwell | Australie  | Canyon-SRAM Racing  | + 0 s           |
| 10e | Anouska Koster   | Pays-Bas   | WM3                 | + 0 s           |

| \| Classement général \| Classement général \| Classement général \| Classement général \| Classement général \| \| Coureuse \| Coureuse \| Pays \| Équipe \| Temps \| \| ------------------ \| ------------------ \| ------------------ \| ------------------ \| ------------------ \| \| 1re \| Jolien D'Hoore \| Belgique \| Wiggle High5 \| 5 h 39 min 55 s \| \| 2e \| Marianne Vos \| Pays-Bas \| WM3 \| + 0 s \| \| 3e \| Coryn Rivera \| États-Unis \| États-Unis \| + 16 s \| \| 4e \| Megan Guarnier \| États-Unis \| États-Unis \| + 27 s \| \| 5e \| Eugenia Bujak \| Pologne \| BTC City Ljubljana \| + 27 s \| \| 6e \| Anouska Koster \| Pays-Bas \| WM3 \| + 29 s \| \| 7e \| Ruth Edwards \| États-Unis \| États-Unis \| + 41 s \| \| 8e \| Kaat Hannes \| Belgique \| Lensworld-Kuota \| + 52 s \| \| 9e \| Jeanne Korevaar \| Pays-Bas \| WM3 \| + 59 s \| \| 10e \| Skylar Schneider \| États-Unis \| États-Unis \| + 1 min 12 s \| |                  |            |                    |                 |
| |                  |            |                    |                 |
| Source : ProCyclingStats |                  |            |                    |                 |
| Classement général |                  |            |                    |                 |
| Coureuse | Coureuse         | Pays       | Équipe             | Temps           |
| 1re | Jolien D'Hoore   | Belgique   | Wiggle High5       | 5 h 39 min 55 s |
| 2e | Marianne Vos     | Pays-Bas   | WM3                | + 0 s           |
| 3e | Coryn Rivera     | États-Unis | États-Unis         | + 16 s          |
| 4e | Megan Guarnier   | États-Unis | États-Unis         | + 27 s          |
| 5e | Eugenia Bujak    | Pologne    | BTC City Ljubljana | + 27 s          |
| 6e | Anouska Koster   | Pays-Bas   | WM3                | + 29 s          |
| 7e | Ruth Edwards     | États-Unis | États-Unis         | + 41 s          |
| 8e | Kaat Hannes      | Belgique   | Lensworld-Kuota    | + 52 s          |
| 9e | Jeanne Korevaar  | Pays-Bas   | WM3                | + 59 s          |
| 10e | Skylar Schneider | États-Unis | États-Unis         | + 1 min 12 s    |

### 3eétape
La météo est pluvieuse et venteuse. Une première échappée se forme peu avant le Valkenberg qui se trouve au kilomètre vingt-trois. Elle est composée d'Anouska Koster, Giorgia Bronzini, Élise Delzenne, Polona Batagelj, Emilie Moberg Nikol Plosaj, Tetiana Riabchenko, Christa Riffel, Skylar Schneider, Alba Ribes Teruel et Ruth Winder. Lors du premier passage du mur de Grammont, Anouska Koster et Ruth Winder se montrent les plus à l'aise. Dans le peloton, Marianne Vos accélère et provoque une sélection. Dans le Bosberg qui suit, un regroupement se produit. Anouska Koster repart immédiatement avec Coryn Rivera. Toutefois, cette dernière n'est pas relayée, la Néerlandaise protégeant sa leader Marianne Vos. Au kilomètre quatre-vingt huit lors de la deuxième ascension du mur, Anouska Koster file de nouveau avec Ruth Winder. Marianne Vos laisse partir. La poursuite ne s'organisant pas, Anouska Koster s'impose devant Ruth Winder. Elle gagne le classement général au passage. Ruth Winder devient deuxième et Marianne Vos troisième,.
| \| Classement de l'étape \| Classement de l'étape \| Classement de l'étape \| Classement de l'étape \| Classement de l'étape \| \| Coureuse \| Coureuse \| Pays \| Équipe \| Temps \| \| --------------------- \| --------------------- \| --------------------- \| --------------------- \| --------------------- \| \| 1re \| Anouska Koster \| Pays-Bas \| WM3 \| 3 h 04 min 08 s \| \| 2e \| Ruth Edwards \| États-Unis \| États-Unis \| + 4 s \| \| 3e \| Lotte Kopecky \| Belgique \| Lotto Soudal Ladies \| + 47 s \| \| 4e \| Marianne Vos \| Pays-Bas \| WM3 \| + 1 min 06 s \| \| 5e \| Megan Guarnier \| États-Unis \| Boels Dolmans \| + 1 min 09 s \| \| 6e \| Élise Delzenne \| France \| Lotto Soudal Ladies \| + 1 min 09 s \| \| 7e \| Jolien D'Hoore \| Belgique \| Wiggle High5 \| + 1 min 09 s \| \| 8e \| Liane Lippert \| Allemagne \| Allemagne \| + 1 min 09 s \| \| 9e \| Eugenia Bujak \| Pologne \| BTC City Ljubljana \| + 1 min 13 s \| \| 10e \| Polona Batagelj \| Slovénie \| BTC City Ljubljana \| + 1 min 16 s \| |                 |            |                     |                 |
| |                 |            |                     |                 |
| Source : ProCyclingStats |                 |            |                     |                 |
| Classement de l'étape |                 |            |                     |                 |
| Coureuse | Coureuse        | Pays       | Équipe              | Temps           |
| 1re | Anouska Koster  | Pays-Bas   | WM3                 | 3 h 04 min 08 s |
| 2e | Ruth Edwards    | États-Unis | États-Unis          | + 4 s           |
| 3e | Lotte Kopecky   | Belgique   | Lotto Soudal Ladies | + 47 s          |
| 4e | Marianne Vos    | Pays-Bas   | WM3                 | + 1 min 06 s    |
| 5e | Megan Guarnier  | États-Unis | Boels Dolmans       | + 1 min 09 s    |
| 6e | Élise Delzenne  | France     | Lotto Soudal Ladies | + 1 min 09 s    |
| 7e | Jolien D'Hoore  | Belgique   | Wiggle High5        | + 1 min 09 s    |
| 8e | Liane Lippert   | Allemagne  | Allemagne           | + 1 min 09 s    |
| 9e | Eugenia Bujak   | Pologne    | BTC City Ljubljana  | + 1 min 13 s    |
| 10e | Polona Batagelj | Slovénie   | BTC City Ljubljana  | + 1 min 16 s    |

## Classements finals

### Classement général final
| \| Classement général \| Classement général \| Classement général \| Classement général \| Classement général \| \| Coureuse \| Coureuse \| Pays \| Équipe \| Temps \| \| ------------------ \| ------------------ \| ------------------ \| ------------------- \| ------------------ \| \| 1re \| Anouska Koster \| Pays-Bas \| WM3 \| 8 h 45 min 02 s \| \| 2e \| Ruth Edwards \| États-Unis \| États-Unis \| + 20 s \| \| 3e \| Marianne Vos \| Pays-Bas \| WM3 \| + 47 s \| \| 4e \| Jolien D'Hoore \| Belgique \| Wiggle High5 \| + 50 s \| \| 5e \| Megan Guarnier \| États-Unis \| États-Unis \| + 1 min 17 s \| \| 6e \| Coryn Rivera \| États-Unis \| États-Unis \| + 1 min 20 s \| \| 7e \| Eugenia Bujak \| Pologne \| BTC City Ljubljana \| + 1 min 21 s \| \| 8e \| Lotte Kopecky \| Belgique \| Lotto Soudal Ladies \| + 1 min 41 s \| \| 9e \| Liane Lippert \| Allemagne \| Allemagne \| + 2 min 08 s \| \| 10e \| Élise Delzenne \| France \| Lotto Soudal Ladies \| + 2 min 12 s \| |                |            |                     |                 |
| |                |            |                     |                 |
| Source : ProCyclingStats |                |            |                     |                 |
| Classement général |                |            |                     |                 |
| Coureuse | Coureuse       | Pays       | Équipe              | Temps           |
| 1re | Anouska Koster | Pays-Bas   | WM3                 | 8 h 45 min 02 s |
| 2e | Ruth Edwards   | États-Unis | États-Unis          | + 20 s          |
| 3e | Marianne Vos   | Pays-Bas   | WM3                 | + 47 s          |
| 4e | Jolien D'Hoore | Belgique   | Wiggle High5        | + 50 s          |
| 5e | Megan Guarnier | États-Unis | États-Unis          | + 1 min 17 s    |
| 6e | Coryn Rivera   | États-Unis | États-Unis          | + 1 min 20 s    |
| 7e | Eugenia Bujak  | Pologne    | BTC City Ljubljana  | + 1 min 21 s    |
| 8e | Lotte Kopecky  | Belgique   | Lotto Soudal Ladies | + 1 min 41 s    |
| 9e | Liane Lippert  | Allemagne  | Allemagne           | + 2 min 08 s    |
| 10e | Élise Delzenne | France     | Lotto Soudal Ladies | + 2 min 12 s    |

### Barème des points UCI
| Position,          | 1er | 2e | 3e | 4e | 5e | 6e | 7e | 8e | 9e | 10e | 11e | 12e | 13e | 14e | 15e | 16e | 17e | 18e |  |
| Classement général | 80  | 60 | 45 | 35 | 30 | 25 | 21 | 18 | 15 | 12  | 10  | 8   | 6   | 5   | 4   | 3   | 2   | 1   |  |
| Par étape          | 16  | 12 | 8  | 6  | 5  | 4  | 3  | 2  |    |     |     |     |     |     |     |     |     |     |  |
| Leader, par étape  | 4   |    |    |    |    |    |    |    |    |     |     |     |     |     |     |     |     |     |  |

### Classements annexes

#### Classement par points
| Classement par points | Classement par points | Classement par points | Classement par points | Classement par points |
| Coureuse              | Coureuse              | Pays                  | Équipe                | Points                |
| --------------------- | --------------------- | --------------------- | --------------------- | --------------------- |
| 1re                   | Marianne Vos          | Pays-Bas              | WM3                   | 96 pts                |
| 2e                    | Jolien D'Hoore        | Belgique              | Wiggle High5          | 91 pts                |
| 3e                    | Anouska Koster        | Pays-Bas              | WM3                   | 76 pts                |

#### Classement de la meilleure grimpeuse
| Classement de la meilleure grimpeuse | Classement de la meilleure grimpeuse | Classement de la meilleure grimpeuse | Classement de la meilleure grimpeuse | Classement de la meilleure grimpeuse |
| ------------------------------------ | ------------------------------------ | ------------------------------------ | ------------------------------------ | ------------------------------------ |
|                                      | Coureur                              | Pays                                 | Équipe                               | Point(s)                             |
| 1er                                  | Vita Heine                           | Norvège                              | Norvège                              | 51 points                            |
| 2e                                   | Emilie Moberg                        | Norvège                              | Norvège                              | 23 pts                               |
| 3e                                   | Barbara Guarischi                    | Italie                               | Canyon-SRAM                          | 23 pts                               |
| modifier                             |                                      |                                      |                                      |                                      |

#### Classement de la meilleure jeune
| Classement de la meilleure jeune | Classement de la meilleure jeune | Classement de la meilleure jeune | Classement de la meilleure jeune | Classement de la meilleure jeune |
|                                  | Coureur                          | Pays                             | Équipe                           | Temps                            |
| -------------------------------- | -------------------------------- | -------------------------------- | -------------------------------- | -------------------------------- |
| 1er                              | Anouska Koster                   | Pays-Bas                         | WM3                              | en 8 h 45 min 2 s                |
| 2e                               | Ruth Winder                      | États-Unis                       | États-Unis                       | +20 s                            |
| 3e                               | Coryn Rivera                     | États-Unis                       | États-Unis                       | +1 min 20 s                      |
| modifier                         |                                  |                                  |                                  |                                  |

#### Classement de la meilleure belge
| Classement de la meilleure jeune | Classement de la meilleure jeune | Classement de la meilleure jeune | Classement de la meilleure jeune | Classement de la meilleure jeune |
|                                  | Coureur                          | Pays                             | Équipe                           | Temps                            |
| -------------------------------- | -------------------------------- | -------------------------------- | -------------------------------- | -------------------------------- |
| 1er                              | Jolien D'Hoore                   | Belgique                         | Wiggle High5                     | en 8 h 45 min 52 s               |
| 2e                               | Jolien D'Hoore Lotte Kopecky     | Belgique                         | Lotto Soudal                     | +51 s                            |
| 3e                               | Kelly van den Steen              | Belgique                         | Sport Vlaanderen-Etixx           | +1 min 50 s                      |
| modifier                         |                                  |                                  |                                  |                                  |

#### Classement de la meilleure équipe
| Classement par équipes | Classement par équipes | Classement par équipes | Classement par équipes |
| Équipe                 | Équipe                 | Pays                   | Temps                  |
| ---------------------- | ---------------------- | ---------------------- | ---------------------- |
| 1re                    | WM3 Pro Cycling        | Pays-Bas               | 26 h 18 min 13 s       |
| 2e                     | États-Unis             | États-Unis             | + 4 s                  |
| 3e                     | Lotto Soudal           | Belgique               | + 2 min 45 s           |

## Évolution des classements
| Étape              | Vainqueur          | Classement général | Classement par points | Classement de la montagne | Classement de la meilleure jeune | Classement de la meilleure Belge | Classement de la meilleure équipe |
| ------------------ | ------------------ | ------------------ | --------------------- | ------------------------- | -------------------------------- | -------------------------------- | --------------------------------- |
| P                  | Jolien D'Hoore     | Jolien D'Hoore     | Jolien D'Hoore        | non attribué              | Coryn Rivera                     | Jolien D'Hoore                   | Canyon-SRAM                       |
| 1                  | Marianne Vos       | Marianne Vos       | Marianne Vos          | Megan Guarnier            | Coryn Rivera                     | Jolien D'Hoore                   | États-Unis                        |
| 2                  | Jolien D'Hoore     | Jolien D'Hoore     | Jolien D'Hoore        | Vita Heine                | Coryn Rivera                     | Jolien D'Hoore                   | États-Unis                        |
| 3                  | Anouska Koster     | Anouska Koster     | Marianne Vos          | Vita Heine                | Anouska Koster                   | Jolien D'Hoore                   | WM3                               |
| Classements finals | Classements finals | Anouska Koster     | Marianne Vos          | Vita Heine                | Anouska Koster                   | Jolien D'Hoore                   | WM3                               |

## Liste des participantes

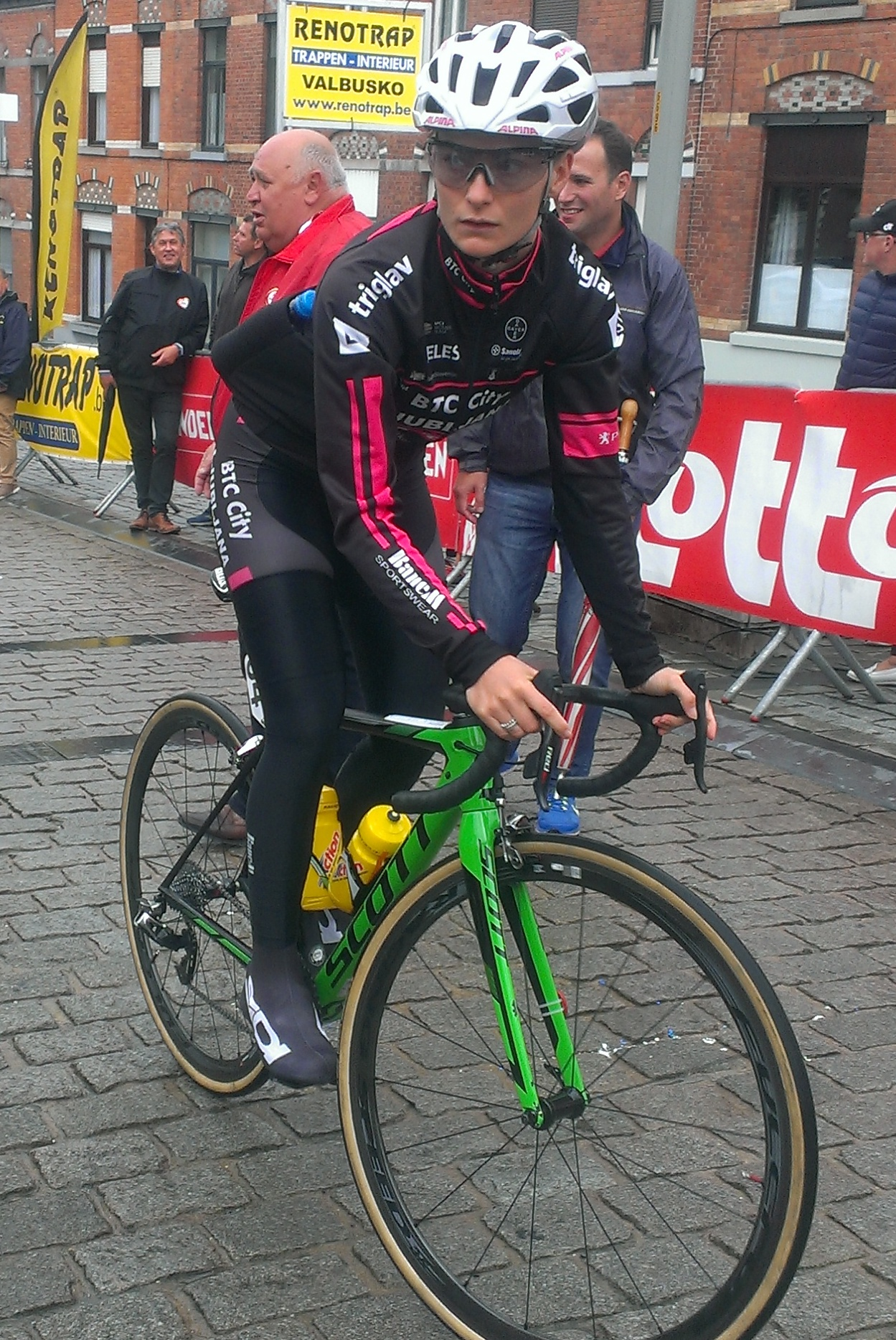
Départ de la 3e et dernière étape du Lotto Belgium Tour 2017 à Grammont.

| Légende                             | Légende                                                                                              | Légende                                | Légende |
| ----------------------------------- | --- | -------------------------------------- | --- |
| Num                                 | Dossard de départ porté par la coureuse sur ce Tour de Belgique féminin                              | Pos                                    | Position finale au classement général                                                                           |
| Leader du classement général        | Indique la vainqueur du classement général                                                           | Leader du classement par points        | Indique la vainqueur du classement par points                                                                   |
| Leader du classement de la montagne | Indique la vainqueur du classement de la montagne                                                    | Leader du classement du meilleur jeune | Indique la vainqueur du classement de la meilleure jeune                                                        |
|                                     | Indique la vainqueur du classement de la meilleure Belge                                             |                                        | Indique un maillot de champion national ou mondial, suivi de sa spécialité                                      |
| #                                   | Indique la meilleure équipe                                                                          | NP                                     | Indique une coureuse qui n'a pas pris le départ d'une étape, suivi du numéro de l'étape où elle s'est retirée   |
| AB                                  | Indique une coureuse qui n'a pas terminé une étape, suivi du numéro de l'étape où elle s'est retirée | HD                                     | Indique un coureuse qui a terminé une étape hors des délais, suivi du numéro de l'étape                         |
| DSQ                                 | Indique un coureur qui a été disqualifié de la course, suivi du numéro de l'étape                    | *                                      | Indique un coureuse en lice pour le classement de la meilleure jeune (coureuses nées après le 1er janvier 1992) |

| WM3 | WM3                        | WM3 |
| --- | -------------------------- | --- |
| Num | Coureur                    | Pos |
| 1   | Marianne Vos (NED) (route) | 3e  |
| 2   | Jeanne Korevaar (NED)      | 23e |
| 3   | Anouska Koster (NED)       | 1re |
| 4   | Riejanne Markus (NED)      | 17e |
| 5   | Yara Kastelijn (NED)       | 37e |
| 6   | Moniek Tenniglo (NED)      | 24e |

| Wiggle High5 WHT | Wiggle High5 WHT             | Wiggle High5 WHT |
| ---------------- | ---------------------------- | ---------------- |
| Num              | Coureur                      | Pos              |
| 11               | Jolien D'Hoore (BEL) (route) | 4e               |
| 12               | Giorgia Bronzini (ITA)       | 12e              |
| 13               | Julie Leth (DEN)             | 40e              |
| 14               | Lucy Garner (GBR)            | AB-3             |
| 15               | Grace Garner (GBR)           | AB-3             |
| 16               | Amy Roberts (GBR)            | AB-3             |

| Canyon-SRAM Racing LPR | Canyon-SRAM Racing LPR  | Canyon-SRAM Racing LPR |
| ---------------------- | ----------------------- | ---------------------- |
| Num                    | Coureur                 | Pos                    |
| 22                     | Tiffany Cromwell (AUS)  | 11e                    |
| 23                     | Barbara Guarischi (ITA) | 51e                    |
| 24                     | Leah Thorvilson (USA )  | 36e                    |
| 26                     | Christa Riffel (GER)    | 28e                    |

| BTC City Ljubljana BTC | BTC City Ljubljana BTC         | BTC City Ljubljana BTC |
| ---------------------- | ------------------------------ | ---------------------- |
| Num                    | Coureur                        | Pos                    |
| 31                     | Eugenia Bujak (POL)            | 7e                     |
| 32                     | Polona Batagelj (SLO) (route)  | 15e                    |
| 33                     | Mia Radotic (CRO) (route)      | 44e                    |
| 34                     | Anna Zita Maria Stricker (ITA) | 27e                    |
| 35                     | Jelena Eric (SRB) (route)      | 58e                    |
| 36                     | Maaike Boogaard (NED)          | 43e                    |

| Drops DRP | Drops DRP                | Drops DRP |
| --------- | ------------------------ | --------- |
| Num       | Coureur                  | Pos       |
| 41        | Annabelle Simpson (GBR)  | AB-3      |
| 42        | Rebecca Durrell (GBR)    | 42e       |
| 43        | Elizabeth Holden (GBR)   | AB-1      |
| 44        | Abigail van Twisk (GBR)  | 30e       |
| 45        | Abby-Mae Parkinson (GBR) | 13e       |
| 46        | Lucy Shaw (GBR)          | AB-3      |

| Astana Women's ASA | Astana Women's ASA       | Astana Women's ASA |
| ------------------ | ------------------------ | ------------------ |
| Num                | Coureur                  | Pos                |
| 51                 | Sofia Bertizzolo (ITA)   | 16e                |
| 52                 | Arianna Fidanza (ITA)    | AB-3               |
| 53                 | Agnieszka Skalniak (POL) | AB-3               |
| 54                 | Lisa Morzenti (ITA)      | AB-3               |

| Lensworld-Kuota LZE | Lensworld-Kuota LZE        | Lensworld-Kuota LZE |
| ------------------- | -------------------------- | ------------------- |
| Num                 | Coureur                    | Pos                 |
| 61                  | Tetyana Riabchenko (UKR)   | AB-3                |
| 62                  | Kim de Baat (BEL)          | 39e                 |
| 63                  | Kaat Hannes (BEL)          | AB-3                |
| 64                  | Winanda Spoor (NED)        | 52e                 |
| 65                  | Tatiana Guderzo (ITA)      | 18e                 |
| 66                  | Nathalie Verschelden (BEL) | 53e                 |

| Lotto Soudal LBL | Lotto Soudal LBL         | Lotto Soudal LBL |
| ---------------- | ------------------------ | ---------------- |
| Num              | Coureur                  | Pos              |
| 71               | Lotte Kopecky (BEL)      | 8e               |
| 72               | Élise Delzenne (FRA)     | 10e              |
| 73               | Annelies Dom (BEL)       | 31e              |
| 74               | Chantal Hoffmann (LUX)   | 55e              |
| 75               | Trine Schmidt (DEN)      | AB-3             |
| 76               | Julie van de Velde (BEL) | 21e              |

| Lares-Waowdeals LWW | Lares-Waowdeals LWW         | Lares-Waowdeals LWW |
| ------------------- | --------------------------- | ------------------- |
| Num                 | Coureur                     | Pos                 |
| 81                  | Thalita de Jong (NED)       | AB-2                |
| 82                  | Sarah Rijkes (AUT)          | AB-3                |
| 83                  | Saartje Vandenbroucke (BEL) | AB-3                |
| 84                  | Mieke Docx (BEL)            | AB-3                |
| 86                  | Sarah Inghelbrecht (BEL)    | 34e                 |

| Vlaanderen-Etixx SVE | Vlaanderen-Etixx SVE      | Vlaanderen-Etixx SVE |
| -------------------- | ------------------------- | -------------------- |
| Num                  | Coureur                   | Pos                  |
| 91                   | Kelly Druyts (BEL)        | AB-3                 |
| 92                   | Demmy Druyts (BEL)        | AB-3                 |
| 93                   | Jessy Druyts (BEL)        | NP-3                 |
| 94                   | Lenny Druyts (BEL)        | AB-3                 |
| 95                   | Kelly van den Steen (BEL) | 20e                  |
| 96                   | Fien Delbaere (BEL)       | 56e                  |

| Lointek LTK | Lointek LTK             | Lointek LTK |
| ----------- | ----------------------- | ----------- |
| Num         | Coureur                 | Pos         |
| 101         | Cristina Martínez (ESP) | AB-3        |
| 102         | Lucía González (ESP)    | AB-3        |
| 103         | Alba Teruel (ESP)       | 29e         |
| 104         | Alicia González (ESP)   | 26e         |
| 105         | Ariadna Trias (ESP)     | 60e         |

| SAS-Macogep SAS | SAS-Macogep SAS          | SAS-Macogep SAS |
| --------------- | ------------------------ | --------------- |
| Num             | Coureur                  | Pos             |
| 111             | Irena Ossola (FRA)       | 50e             |
| 112             | Iris Sachet (FRA)        | NP-3            |
| 114             | Frédérique Larose (CAN)  | 57e             |
| 115             | Véronique Bilodeau (CAN) | 33e             |
| 116             | Emma Bedard (CAN)        | AB-3            |

| Isorex | Isorex                            | Isorex |
| ------ | --------------------------------- | ------ |
| Num    | Coureur                           | Pos    |
| 121    | Laura Vainionpää (FIN)            | AB-3   |
| 122    | Genevieve Whitson ([[Inconnu\|]]) | 45e    |
| 123    | Antonia Gröndahl ([[Inconnu\|]])  | AB-3   |
| 124    | Kelly Kalm (GBR)                  | AB-3   |
| 125    | Liliane Leenknegt ([[Inconnu\|]]) | AB-3   |

| Jan van Arckel | Jan van Arckel               | Jan van Arckel |
| -------------- | ---------------------------- | -------------- |
| Num            | Coureur                      | Pos            |
| 131            | Evy Kuijpers (NED)           | NP-3           |
| 132            | Danique Braam (NED)          | 54e            |
| 133            | Marjolein Van't Geloof (NED) | AB-3           |
| 134            | Sylvie Boermans (NED)        | AB-3           |
| 136            | Simone de Vries (NED)        | AB-3           |

| Equano | Equano                    | Equano |
| ------ | ------------------------- | ------ |
| Num    | Coureur                   | Pos    |
| 141    | Evellen Deltombe (GBR)    | AB-3   |
| 142    | Sarah Ten Hardog (GBR)    | AB-1   |
| 143    | Ilse Temmerman (GBR)      | AB-3   |
| 144    | Mathilde Matthijsse (GBR) | AB-3   |
| 145    | Evelline Baele (GBR)      | AB-1   |
| 146    | Terry Fremineur (GBR)     | AB-2   |

| Wielerclub de sprinters Malderen | Wielerclub de sprinters Malderen | Wielerclub de sprinters Malderen |
| -------------------------------- | -------------------------------- | -------------------------------- |
| Num                              | Coureur                          | Pos                              |
| 151                              | Sanne Bamelis (BEL)              | NP-2                             |
| 152                              | Sarah Michelsen-Stevens (BEL)    | AB-3                             |
| 153                              | Lynn Marien (BEL)                | AB-3                             |
| 154                              | Mie Bjørndal Ottestad (NOR)      | AB-3                             |
| 155                              | Aurore Verhoeven (FRA)           | NP-3                             |
| 156                              | Emmy Andersson (SWE)             | AB-3                             |

| Autoglas Wetteren | Autoglas Wetteren          | Autoglas Wetteren |
| ----------------- | -------------------------- | ----------------- |
| Num               | Coureur                    | Pos               |
| 161               | Steffy Van den Haute (BEL) | AB-3              |
| 162               | Sarah Fletcher (BEL)       | 59e               |
| 163               | Margot Dutour (FRA)        | AB-3              |
| 164               | Estafania Pilz (ARG)       | AB-3              |
| 165               | Carolien Haers (BEL)       | AB-3              |
| 166               | Line Marie Gulliken (NOR)  | 38e               |

| Keukens Redant | Keukens Redant          | Keukens Redant |
| -------------- | ----------------------- | -------------- |
| Num            | Coureur                 | Pos            |
| 171            | Ine Allaert (BEL)       | AB-3           |
| 172            | Evelien Debboudt (BEL)  | 48e            |
| 173            | Lensy Debboudt (BEL)    | 49e            |
| 174            | Claudia Jongerius (NED) | NP-3           |
| 175            | Viebke Dybwad (NOR)     | 47e            |
| 176            | Birgitte Ravndal (NOR)  | AB-3           |

| Sélection nationale allemande | Sélection nationale allemande | Sélection nationale allemande |
| ----------------------------- | ----------------------------- | ----------------------------- |
| Num                           | Coureur                       | Pos                           |
| 181                           | Lisa Küllmer (GER)            | AB-3                          |
| 182                           | Wiebke Rodieck (GER)          | 46e                           |
| 183                           | Inna Rodieck (GER)            | AB-3                          |
| 184                           | Liane Lippert (GER)           | 9e                            |
| 185                           | Laura Süßemilch (GER)         | AB-3                          |
| 186                           | Michaela Ebert (GER)          | AB-3                          |

| Sélection nationale polonaise | Sélection nationale polonaise | Sélection nationale polonaise |
| ----------------------------- | ----------------------------- | ----------------------------- |
| Num                           | Coureur                       | Pos                           |
| 191                           | Łucja Pietrzak (POL)          | AB-3                          |
| 192                           | Nikol Plosaj (POL)            | 35e                           |
| 193                           | Alicja Ratajczak (POL)        | NP-1                          |
| 194                           | Wiktoria Pikulik (POL)        | AB-3                          |
| 195                           | Weronika Humelt (POL)         | AB-2                          |
| 196                           | Daria Pikulik (POL)           | AB-3                          |

| Sélection nationale américaine | Sélection nationale américaine | Sélection nationale américaine |
| ------------------------------ | ------------------------------ | ------------------------------ |
| Num                            | Coureur                        | Pos                            |
| 201                            | Coryn Rivera (USA)             | 6e                             |
| 202                            | Megan Guarnier (USA)           | 5e                             |
| 203                            | Ruth Winder (USA)              | 2e                             |
| 204                            | Katie Hall (USA)               | 22e                            |
| 204                            | Skylar Schneider (USA)         | 41e                            |
| 205                            | Samantha Schneider (USA)       | AB-3                           |

| Sélection nationale norvégienne | Sélection nationale norvégienne | Sélection nationale norvégienne |
| ------------------------------- | ------------------------------- | ------------------------------- |
| Num                             | Coureur                         | Pos                             |
| 211                             | Emilie Moberg (NOR)             | 32e                             |
| 212                             | Susanne Andersen (NOR)          | 14e                             |
| 213                             | Vita Heine (NOR) (route)        | 19e                             |
| 214                             | Katrine Aalerud (NOR)           | AB-3                            |
| 215                             | Ingrid Moe (NOR)                | NP-3                            |
| 216                             | Stine Borgli (NOR)              | 25e                             |

Source .

## Règlement de la course

### Délais
Lors d'une course cycliste, les coureurs sont tenus d'arriver dans un laps de temps imparti à la suite du premier pour pouvoir être classés. Les délais prévus sont de 12 % pour toutes les étapes.

### Classements et bonifications
Le classement général individuel au temps est calculé par le cumul des temps enregistrés dans chacune des étapes parcourues. Des bonifications et d'éventuelles pénalisations sont incluses dans le calcul du classement. Le coureur qui est premier de ce classement est porteur du maillot doré. En cas d'égalité au temps, la somme des places obtenues sur chaque étape départage les concurrentes. En cas de nouvelle égalité, la place lors de la dernière étape sert de critère pour décider de la vainqueur.
Des bonifications sont attribuées dans cette épreuve. L'arrivée des étapes donne dix, six et quatre secondes de bonifications aux trois premières. Par ailleurs, durant la course, il existe des sprints intermédiaires dont les trois premiers sont récompensés respectivement de trois secondes, deux secondes et une seconde.

#### Classement par points
Le maillot vert, récompense le classement par points. Celui-ci se calcule selon le classement lors des arrivées d'étape.
Lors d'une arrivée d'étape, à l'exception du prologue, les quinze premières se voient accorder des points selon le décompte suivant : 30, 28, 26, 24, 22, 20, 18, 16, 14, 12, 10, 8, 4, 6 et 2 points. Lors du prologue, les quinze premières obtiennent respectivement : 15, 14, 13, 12, 11, 10, 9, 8, 7, 6, 5, 4, 3, 2 et 1 point. Les sprints intermédiaires attribuent 3, 2 et 1 points aux trois premières. En cas d'égalité, les coureurs sont prioritairement départagés par le nombre de victoires d'étapes. Si l'égalité persiste, le nombre de victoires à des sprints intermédiaires puis éventuellement la place obtenue au classement général entrent en compte. Pour être classé, un coureur doit avoir terminé la course dans les délais.

#### Classement de la meilleure grimpeuse
Le classement de la meilleure grimpeuse, ou classement des monts, est un classement spécifique basé sur les arrivées au sommet des ascensions répertoriées dans l'ensemble de la course. Les ascensions rapportent respectivement 5, 3 et 1 points aux trois premières coureuses. La première du classement des monts est détentrice du maillot jaune. En cas d'égalité, les coureurs sont prioritairement départagés par le nombre de premières places aux sommets des ascensions. Si l'égalité persiste, le critère suivant est la place obtenue au classement général. Pour être classé, un coureur doit avoir terminé la course dans les délais.

#### Classement de la meilleure jeune
Le classement de la meilleure jeune ne concerne qu'une certaine catégorie de coureuses, celles étant âgées de moins de 25 ans. C'est-à-dire aux coureuses nées après le 1er janvier 1992. Ce classement, basé sur le classement général, attribue au premier un maillot jaune.

#### Classement de la meilleure Belge
Le classement de la meilleure Belge ne concerne qu'une certaine catégorie de coureuses, celles ayant la nationalité belge. Ce classement, basé sur le classement général, attribue au premier un maillot noir.

#### Classement par équipes
Le classement par équipes est calculé en conformité avec le règlement UCI.

#### Prix de la combativité
Un prix de la combativité est attribué par un jury à la fin de chaque étape.

##### Répartition des maillots
Chaque coureuse en tête d'un classement est porteuse du maillot ou du dossard distinctif correspondant. Cependant, dans le cas où une coureuse dominerait plusieurs classements, celle-ci ne porte qu'un seul maillot distinctif, selon une priorité de classements. Le classement général au temps est le classement prioritaire, suivi du classement par points, du classement de la meilleure jeune, de celui de la meilleure grimpeuse et de celui de la meilleure Belge. Si ce cas de figure se produit, le maillot correspondant au classement annexe de priorité inférieure n'est pas porté par celui qui domine ce classement mais par son deuxième.

#### Primes
Les étapes, à l'exception du prologue, permettent de remporter les primes suivantes:
| Position | 1er   | 2e    | 3e    | 4e    | 5e   | 6e   | 7e   | 8e   | 9e   | 10e  |
| Prix     | 276 € | 169 € | 116 € | 106 € | 99 € | 83 € | 73 € | 64 € | 64 € | 64 € |

En sus, les coureuses placées de la 11e à la 15e place gagnent 41 €.
Le prologue rapporte quant à lui :
| Position | 1er   | 2e    | 3e   | 4e   | 5e   | 6e   | 7e   | 8e   | 9e   | 10e  |
| Prix     | 164 € | 113 € | 89 € | 77 € | 64 € | 83 € | 62 € | 62 € | 62 € | 62 € |

En sus, les coureuses placées de la 11e à la 15e place gagnent 35 €.
Le classement général final attribue les sommes suivantes :
| Position | 1er   | 2e    | 3e    | 4e    | 5e    | 6e    | 7e    | 8e    | 9e   | 10e  |
| Prix     | 330 € | 290 € | 260 € | 200 € | 180 € | 140 € | 120 € | 100 € | 90 € | 80 € |

En sus, les coureuses placées de la 11e à la 12e place gagnent 70 €, celles classées de la 13e à la 14e place 60 € et la 15e 50 €.

#### Prix
Le premier rush de chaque journée rapporte une prime de 200 € à la première. Les trois premières du classement la montagne gagnent 100, 75 et 50 €.
Le classement final par points rapporte :
| Position | 1er   | 2e    | 3e   | 4e   | 5e   | 6e   | 7e   | 8e   | 9e   | 10e  |
| Prix     | 125 € | 100 € | 90 € | 80 € | 75 € | 70 € | 60 € | 50 € | 40 € | 30 € |

Le classement final de la meilleure jeune attribue :
| Position | 1er   | 2e   | 3e   | 4e   | 5e   | 6e   | 7e   | 8e   | 9e   | 10e  |
| Prix     | 100 € | 80 € | 60 € | 50 € | 40 € | 30 € | 25 € | 20 € | 15 € | 10 € |

Le classement final de la meilleure Belge attribue :
| Position | 1er   | 2e   | 3e   | 4e   | 5e   | 6e  | 7e  | 8e  | 9e  | 10e |
| Prix     | 110 € | 95 € | 75 € | 65 € | 55 € | 0 € | 0 € | 0 € | 0 € | 0 € |

Enfin de la classement de la meilleure équipe donne :
| Position | 1er   | 2e    | 3e    | 4e   | 5e   | 6e   | 7e   | 8e   | 9e   | 10e  |
| Prix     | 150 € | 125 € | 100 € | 80 € | 70 € | 60 € | 50 € | 40 € | 30 € | 20 € |